# Биркенхайер, Ульрих
Ульрих Биркенхайер (нем. Ulrich Birkenheier; род. 1949) — государственный деятель Германии (ФРГ), президент Службы военной контрразведки (MAD) в 2012 −2014 годах.

## Биография
Родился в Бад-Кройцнахе (земля Рейнланд-Пфальц), в 1968 году окончил среднюю школу, с 1970 года по 1974 год учился на юридическом факультете Саарского университета, затем в Боннском университете, в 1977 году сдал государственный экзамен.
С 1978 года Ульрих Биркенхайер работал в Федеральном министерстве обороны в должности юридического советника, с 1981 года по 1983 год в качестве преподавателя юриспруденции в военном училище в Ганновере. До 1987 года работал референтом в аппарате министерства обороны ФРГ, с 1988 года — в ведомстве федерального канцлера Германии.
В 1995 году вновь перешёл на работу в министерство обороны ФРГ, Реферат PI1 — кадровая политика. С 1998 года он возглавлял отдел по социальным вопросам PSZIII, с 2005 года — Управление RI (правовые вопросы). В 2002 году в ходе разбирательства иска, поданного бывшими военнослужащими бундесвера против министерства обороны, был обвинён адвокатом истцов в некомпетентности.
1 июля 2012 Ульрих Биркенхайер назначен президентом MAD. В сентябре 2012 года был вызван для дачи объяснений в комиссию бундестага в связи со скандалом о сокрытии MAD данных слежки за неонацистской бандой NSU.